# Królestwo Serbii
Królestwo Serbii (serb. Краљевина Србија, Kraljevina Srbija) – niepodległe państwo istniejące na Półwyspie Bałkańskim w latach 1882–1918. Najdynamiczniej rozwijające się bałkańskie państwo.
Królestwo Serbii uczestniczyło m.in. w wojnie serbsko-bułgarskiej (1885), I wojnie bałkańskiej (1912–1913) oraz II wojnie bałkańskiej (1913).

## Historia
W połowie XIV wieku Imperium Osmańskie wtargnęło na Bałkany. Serbia utraciła niepodległość pod koniec XIV wieku. W 1830 uzyskała autonomię w ramach Imperium Osmańskiego, od 1883 była monarchią dziedziczną. Królestwo wykształciło się z Księstwa Serbii po kongresie berlińskim w 1878.
X wojna rosyjsko-turecka (1877–1878) zakończyła się zwycięstwem Imperium Rosyjskiego. Po pokonaniu Turcji, Rosja zajęła ogromne obszary jej terytorium, a następnie podzieliła je pomiędzy swoich sojuszników na Bałkanach. Austro-Węgry nie akceptowały zwiększania rosyjskich wpływów na Bałkanach. Na mocy postanowień kongresu berlińskiego Austro-Węgry otrzymały pod „tymczasową opiekę” (zbrojną okupację) Bośnię z Hercegowiną (anektowane później w 1908), zamieszkałe przez Słowian południowych (→okupacja Bośni i Hercegowiny przez Austro-Węgry). Spotkało się to z niezadowoleniem Serbii, która również miała ochotę na ten teren, zamieszkany przez wielu Serbów. Na kongresie została także potwierdzona niepodległość Serbii.

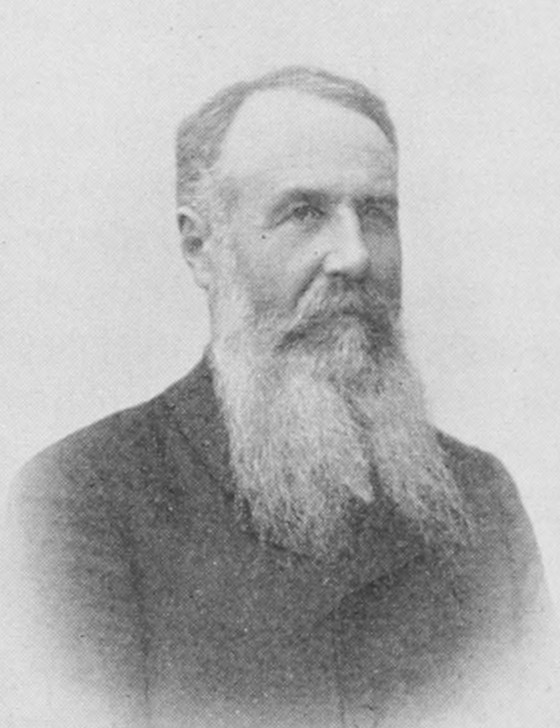
Nikola Pašić, kilkukrotny premier Królestwa Serbii

W 1885 na tle konfliktów granicznych wybuchła wojna serbsko-bułgarska, którą Serbia przegrała, a wojska bułgarskie wkroczyły do Serbii. Pod naciskiem Austrii, z którą król Serbii Milan I Obrenowić zawarł tajny układ, nastąpiło zawieszenie broni. W 1886 został zawarty układ pokojowy nie przynoszący zmian.
W 1883 został zawarty układ handlowy między Austro-Węgrami a Serbią. Austro-Węgry traktowały Królestwo Serbii jako kraj zależny. Wywoływało to w Serbii niezadowolenie, którego wynikiem były zawiązywane spiski. Od 1882 tron królewski Serbii zajmował Milan I Obrenowić (książę od 1868), uległy wobec Austro-Węgier. W 1881 pod przywództwem Nikoli Pašica (przeciwnika Austrii) powstała skupiająca głównie chłopów Partia Radykalna. W latach 1883–1889 Nikola Pašić przebywał na wygnaniu za działalność opozycyjną. Po powrocie do kraju wywierał decydujący wpływ na politykę serbską. Pod wpływem silnej opozycyjnej Partii Radykalnej, dążącej do ograniczenia władzy królewskiej, w 1889 Milan I Obrenowić zgodził się na wprowadzenie nowej konstytucji liberalnej. 
W kwietniu 1889 Milan I Obrenowić został zmuszony do abdykacji na rzecz swego syna, trzynastoletniego Aleksandra I Obrenowicia. Zmiana władcy nie przyniosła jednak zmiany w stosunku wobec Austro-Węgier; Aleksander I kontynuował politykę ojca. Milan I Obrenowić usiłował wpływać na trzech regentów, przedstawicieli koalicji radykalno-liberalnej, sprawujących władzę w imieniu małoletniego Aleksandra I Obrenowicia. W 1893 Aleksander I Obrenowić dokonał zamachu stanu; obalił regencję i ogłosił się pełnoletnim. W 1894 przywrócił konstytucję z 1869.
Na przełomie XIX i XX wieku Serbia była uzależniona gospodarczo od Austro-Węgier. Krajem wstrząsały częste kryzysy polityczne i walka o władzę pomiędzy konserwatystami a radykałami. Król przywrócił monarchię absolutną, aby opanować sytuację. W marcu 1903 w Belgradzie (stolicy) miała miejsce demonstracja antykrólewska, krwawo stłumiona przez policję. W końcu w nocy 28 maja?/10 czerwca 1903 na 29 maja?/11 czerwca 1903 Aleksander I został zamordowany wraz z żoną, premierem i ministrem wojny w trakcie zamachu stanu przeprowadzonego przez serbskich oficerów, w tym m.in. Dragutina Dimitrijevicia. Ciała królewskiej pary zostały zmasakrowane i poćwiartowane. To zabójstwo zakończyło dynastię Obrenowiciów. Zamach był potajemnie wspierany przez Austro-Węgry, które zamierzały uzyskać wpływy u nowych władz, jednak stało się dokładnie odwrotnie.

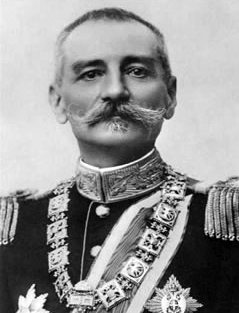
Piotr I Karadziordziewić, król Serbii w latach 1903-1918

W 1903, tuż po zabójstwie, jako trzeci w kolejności tron królewski nowożytnej Serbii objął Piotr I Karadziordziewić (z konkurencyjnej dynastii Karadziordziewiciów), który powrócił z wygnania w Genewie. Żona Piotra - księżniczka Zorka z Czarnogóry – zmarła w 1890. Miał dwóch synów. Starszy, książę Jerzy, śmiertelnie pobił lokaja, co zamknęło mu drogę do tronu. Młodszym był książę Aleksander. Piotr I przywrócił konstytucję z 1889. Propagował koncepcję Wielkiej Serbii; w jego wizji wszyscy Słowianie południowi powinni żyć w jednym państwie. Zamierzał uwolnić „braci Słowian” spod władzy tureckiej i austro-węgierskiej. Serbia uzyskała nazwę: „Piemont południowych Słowian”. Tę koncepcję rozległego państwa bardzo chętnie poparł serbski rząd, armia i społeczeństwo. Piotr I oficjalnie deklarował zamiar połączenia z serbską ojczyzną Bośni i Hercegowiny, zamieszkanej przez wielu Serbów, a będącej pod kontrolą Austro-Węgier. Serbii, odnajdującej się w opozycji do Austro-Węgier, chętnie pomocy udzielała Rosja i oba kraje nawiązały ścisłe stosunki. Zacieśnianiu stosunków sprzyjały dodatkowo wspólna religia (prawosławie) i wspólne, słowiańskie korzenie. Rosja była żywotnie zainteresowana uzyskaniem jak największych wpływów na Bałkanach, dlatego była przychylna zamętowi, jaki na Bałkanach Serbia mogła wywoływać. Ponadto Rosja pragnęła uzyskać dostęp do Morza Śródziemnego. Austro-Węgry również usiłowały utrzymać swe wpływy na Bałkanach, dlatego działania Serbii wpływały na ich osłabianie i zwiększanie napięcia w tym rejonie. W działaniach Serbii wzrastało ich natężenie i intensywność. Rosjanie dodatkowo potajemnie wspierali ruchy rewolucyjne w Austro-Węgrzech, np. serbską organizację Czarna Ręka. W efekcie monarchia Austro-Węgierska była zagrożona od zewnątrz i od wewnątrz. Austro-Węgry zlekceważyły jednak wieloletnie doświadczenie wojenne niewielkiej Serbii, która stała się najważniejszym elementem rosyjskiej polityki antyaustriackiej.
Car rosyjski Mikołaj II Romanow uważał, że właśnie na Bałkanach znajdowała się prawdziwa sfera interesów Imperium Rosyjskiego. Zainteresowanie wzmagała świadomość, że kontrolujące ten region cesarstwo osmańskie chyliło się ku upadkowi i pojawiła się możliwość odebrania Turcji Dardaneli oraz uzyskania dostępu do Morza Śródziemnego. Na drodze do realizacji tych zamierzeń stały jednak Austro-Węgry, które uważały, że tylko one miały prawo do podporządkowania sobie Bałkanów.
Serbów dodatkowo drażniła polityka Habsburgów w Bośni i Hercegowinie, którzy pozyskiwali do współpracy (np. na stanowiska urzędnicze) chorwackich katolików i muzułmanów, a odsuwali prawosławnych Serbów. Serbia w końcu zaczęła już otwarcie poświęcać wszystkie swoje siły na agresję w Bośni i Hercegowinie. W latach 1906–1909 miała miejsce świńska wojna, konflikt gospodarczy (wojna celna) pomiędzy Austro-Węgrami a Serbią. Wreszcie Austro-Węgry postanowiły zaanektować Bośnię i Hercegowinę, aby armia zaprowadziła tam porządek. Po wkroczeniu w 1908 wojsk cesarskich do Bośni i Hercegowiny (kryzys bośniacki), konfliktowi z Serbią zapobiegło jedynie zaangażowanie mocarstw. Serbia została zmuszona do uznania aneksji, co spowodowało jej jeszcze ściślejszą współpracę z Rosją. Austro-Węgry wykonały przebiegły manewr, aby zająć Bośnię i Hercegowinę. Po cichu porozumiały się z Rosją, a następnie zostawiły ją z niczym. Takim postępowaniem został boleśnie upokorzony car rosyjski. Było bardzo blisko do mobilizacji obu armii, a austriacko-rosyjski konflikt doprowadził Europę na krawędź wojny.
W 1912 wykorzystując toczącą się wojnę włosko-turecką Serbia, Bułgaria, Grecja i Czarnogóra zawarły przymierze (Liga Bałkańska) i wypowiedziały wojnę Turcji. Szybko pokonały Turcję w I wojnie bałkańskiej, zakończonej pokojem zawartym 30 maja 1913 w Londynie (→traktat londyński). Bułgarii jednak nie zadowoliły jej zdobycze i w czerwcu 1913 zaatakowała Serbię. W II wojnie bałkańskiej Bułgaria została szybko pokonana przez koalicję Serbii, Grecji, Czarnogóry i Rumunii. W wyniku tych wydarzeń wzrosły dążenia Serbii do odgrywania roli regionalnego mocarstwa i powiększania swego terytorium. Po wojnach bałkańskich powstał blok słowiański, który umożliwił rozszerzenie Serbii. Rosja wspierała ambicje Serbii w budowaniu Wielkiej Serbii.

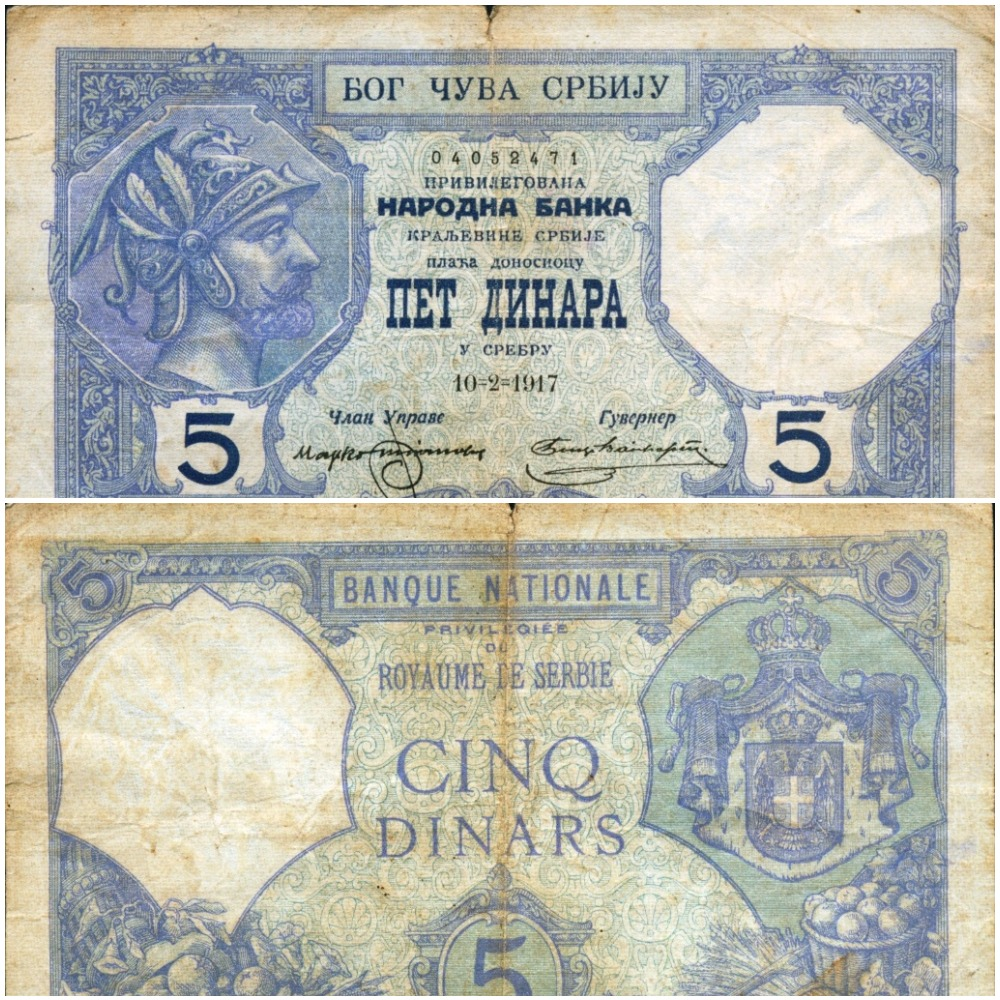
5 dinarów serbskich z 1917

W XIX wieku Bałkany były uważane za beczkę prochu, która może wysadzić Europę. 28 czerwca 1914 został zastrzelony w zamachu w Sarajewie (na terytorium Bośni i Hercegowiny) następca tronu austro-węgierskiego Franciszek Ferdynand Habsburg, od niedawna inspektor generalny armii Austro-Węgier. Austriacy przeprowadzili w Bośni w czerwcu tego roku wielkie manewry, po zakończeniu których urządzono uroczysty wjazd Franciszka Ferdynanda do stolicy Bośni - Sarajewa, aby dodatkowo podkreślić austriacką zwierzchność nad tymi ziemiami, włączonymi niedawno do cesarstwa. Zabójcą był serbski bojownik z Bośni Gavrilo Princip, członek nacjonalistycznej organizacji Młoda Bośnia, działający w porozumieniu z serbskim wywiadem wojskowym i organizacją Czarna Ręka. Tego dnia wypadało święto patrona Serbii, św. Wita. Był to dzień święty dla Serbów, którzy odebrali ten przyjazd jako zamierzone lekceważenie, a nawet prowokację. Dodatkowo tego samego dnia (15 czerwca według kalendarza juliańskiego) przypadała rocznica klęski Serbów w bitwie na Kosowym Polu (1389), w wyniku której Serbia straciła na kilkaset lat niepodległość (→mit kosowski). Sama Bośnia kipiała od antyhabsburskich nastrojów i słowiańskiego nacjonalizmu.
Austriacy wnikliwie przeanalizowali z Niemcami, jak użyć zamachu do realizacji własnych celów i otrzymali zgodę Niemiec na działanie stanowcze. Wiedeń chciał osłabić serbski ruch separatystyczny i południowosłowiański. Wiele osób, nawet w krajach ententy było oburzonych zamachem. Zabójstwo w Sarajewie było ciosem wymierzonym w autorytet cesarstwa. Został zabity nietykalny następca tronu Habsburgów, osoba wybrana zrządzeniem Boga do kontynuowania sześciowiecznych rządów dynastii. Cesarz Franciszek Józef I musiał zmazać hańbę i pomścić królobójstwo, przykładnie karając sprawców. Władze Austro-Węgier stały na stanowisku, że najważniejsze było usunięcie serbskiego reżimu, jako głównej przyczyny intryg przeciw Austro-Węgrom. 23 lipca 1914 rządowi serbskiemu zostało doręczone ultimatum, w którym Austro-Węgry domagały się zaprzestania propagandy antywiedeńskiej, ukarania winnych zamachu i oficjalnego potępienia przez króla Serbii wielkoserbskiej agitacji. Belgradzkie poselstwo Rosji zalecało Serbom pójście na ustępstwa. Serbowie zgodzili się na wszystkie punkty, z wyjątkiem jednego - nie zgodzili się na udział austriackich prokuratorów w nadzorowaniu śledztwa dotyczącego zamachu, ponieważ byłoby to pogwałceniem suwerenności państwa. Wiedeń uznał, że to Serbia była sprawczynią konfliktu. Kolejne dni upłynęły na próbach uczynienia konfliktu jedynie lokalnym, sprowadzając go do „karnej ekspedycji”, czemu sprzeciwiła się Rosja, dążąca do umiędzynarodowienia konfliktu. Po działaniach dyplomatycznych, 28 lipca 1914 Austro-Węgry wypowiedziały wojnę Serbii. Sojusznikowi Serbii - Rosji - zostało wyłącznie jedno wyjście, wystąpienie zbrojne w obronie Serbii. Na ulice rosyjskich miast wyszli demonstranci żądający zbrojnej ochrony Serbii, głównego sojusznika Rosji; brak reakcji Rosji byłby jej kompromitacją. Po wielu rozterkach, 29 lipca 1914 rosyjski car zarządził częściową mobilizację rosyjskich sił - tylko wzdłuż granicy z Austrią. Następnego dnia rosyjski minister spraw zagranicznych przekonał cara, by ogłosił jednak powszechną mobilizację. W październiku 1914 spiskowcy stanęli przed austriackim sądem i rozpoczął się ich proces w Sarajewie.
W czasie I wojny światowej Królestwo Serbii przetrwało atak połączonych armii austro-węgierskich, niemieckich i bułgarskich. Naczelnym dowódcą armii był Aleksander I Karadziordziewić. Po wojnie włączyło w swe granice Królestwo Czarnogóry oraz połączyło się z Państwem Słoweńców, Chorwatów i Serbów (Państwo SHS) (istniejącym na terenie Chorwacji, Bośni, Slawonii, Dalmacji), oraz z Wojwodiną i utworzyło Królestwo Serbów, Chorwatów i Słoweńców (Królestwo SHS).
W 1918 Królestwo Serbii obejmowało:
- Serbię Centralną
- Kosowo
- Macedonię
- Wojwodinę (Srem od 24 listopada, Banat, Bačka i Baranija od 25 listopada)
- Czarnogórę (od 26 listopada)

1 grudnia, po przyłączeniu Państwa SHS, Królestwo Serbii przemianowano na Królestwo SHS.

## Powierzchnia i liczba ludności

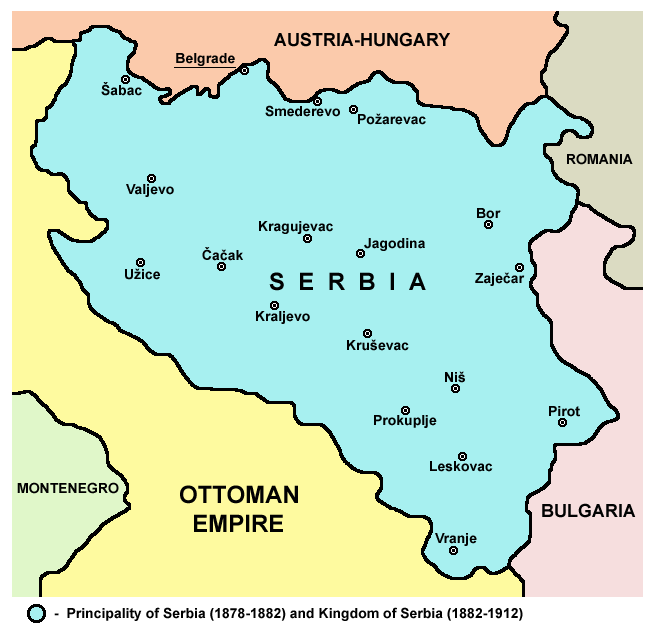
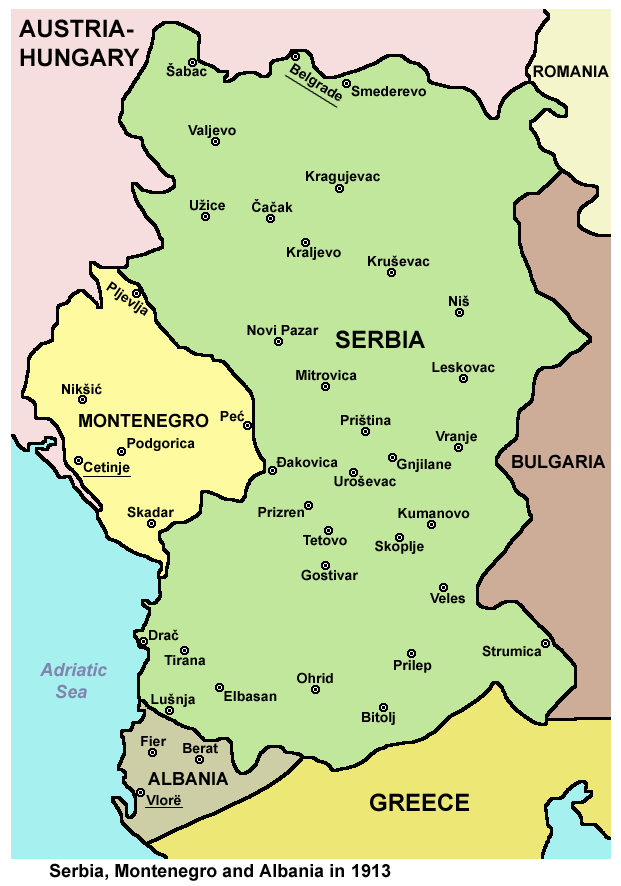
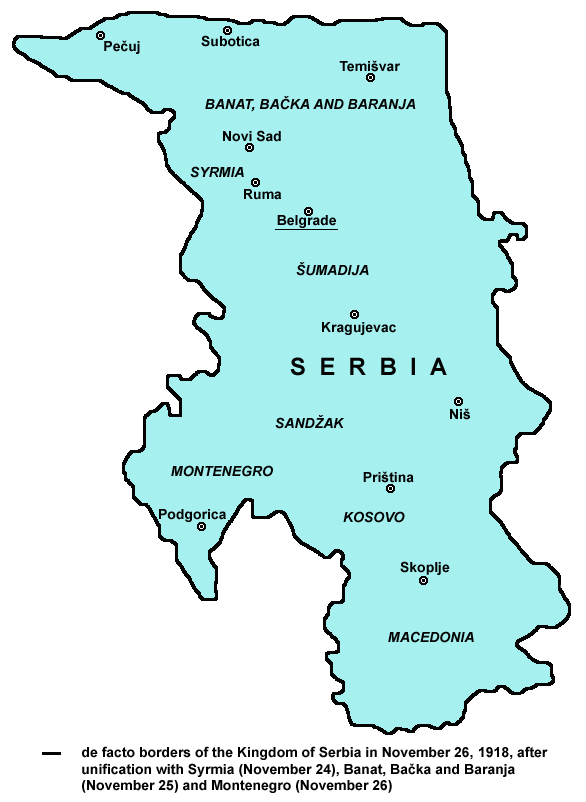

## Powierzchnia i liczba ludności[1]
| Rok  | Powierzchnia | Populacja |
| ---- | ------------ | --------- |
| 1885 | 48 303 km²   | 2 017 000 |
| 1913 | 87 800 km²   | 4 576 600 |